# Coxapopha yuyapichis
Coxapopha yuyapichis là một loài nhện trong họ Oonopidae.
Loài này thuộc chi Coxapopha. Coxapopha yuyapichis được miêu tả năm 2004 bởi Ott & Antonio D. Brescovit.